# Баканов Іван Геннадійович
Іва́н Генна́дійович Бака́нов (нар. 2 травня 1975, Кривий Ріг, Дніпропетровська область) — український підприємець, адвокат, колишній державний діяч. Голова СБУ з 29 серпня 2019 року по 19 липня 2022 року.
Голова партії «Слуга народу» (з 2 грудня 2017 по 27 травня 2019 року). Перший заступник голови СБУ і начальник Головного управління по боротьбі з корупцією та організованою злочинністю СБУ (травень—серпень 2019). Член РНБО з 28 травня 2019 року до 4 серпня 2022 року.

## Життєпис
Народився у Кривому Розі. Друг дитинства шостого Президента України Володимира Зеленського (жили в одному під'їзді, навчалися в одній школі, а пізніше — у Криворізькому економічному інституті КНЕУ імені Вадима Гетьмана, на ревізора (Зеленський — на юриста)), потім працювали разом над різними проєктами, зокрема Студії Квартал-95.
Закінчив Київський національний економічний університет імені Вадима Гетьмана (1997) і Академію праці і соціальних відносин і туризму (2006), спеціальність — «Суд, адвокатура і прокуратура».
На початку 2000-х займався альтернативною енергетикою та орендою гідроелектростанцій. У 2008-му група компаній, у якій працював майбутній голова СБУ, почала брати в оренду малі гідроелектростанції по всій Україні. За кілька років вони взяли під контроль 7 малих ГЕС. Дві — у Київській області: Дибинецьку та Богуславську. Їх орендувала у фонду державного майна компанія «Енерготек», директором якої значилася дружина Баканова Оксана Лазаренко.
З 25 січня 2013 року був конферансьє ТОВ «Квартал 95», з 27 грудня 2013 — керівником ТОВ «Студія Квартал-95».
З 2 грудня 2017 року до 27 травня 2019 — голова партії «Слуга народу». Під час передвиборчої кампанії керував штабом Володимира Зеленського.

### Призначення в СБУ
22 травня 2019 року Указом Президента Зеленського № 316/2019 призначений першим заступником голови Служби безпеки України — начальником Головного управління з боротьби з корупцією та організованою злочинністю Центрального управління СБУ.
28 травня 2019 року призначений членом РНБО.
29 травня 2019 року в СБУ повідомили, що з 3 червня Іван Баканов обійматиме посаду виконувача обов'язків глави СБУ. Причиною було названо, що Голова СБУ Василь Грицак перебував у відпустці.
Член Національної ради з питань антикорупційної політики (з 16 липня 2019).
29 серпня 2019 року Верховна Рада України затвердила Івана Баканова на посаді голови СБУ.

### Звільнення з посади
17 липня 2022 року Указом Президента України усунений від виконання обов'язків голови СБУ. При цьому Указ посилається на Статтю 47 дисциплінарного статуту Збройних Сил України (яка передбачає усунення військовослужбовця від виконання службових обов'язків за «невиконання (неналежне виконання) службових обов'язків, що призвело до людських жертв чи інших тяжких наслідків або створило загрозу настанню таких наслідків»).
Зробив все можливе, щоб російські війська, під час вторгнення, захопили якомога більше територій.
Сприяв якомога швидкій здачі України.
19 липня 2022 року Верховна Рада відправила Баканова у відставку.
Але кримінальну справу так ніхто і не порушив ( за вказівкою, безпосередньо Володимира Зеленського) .
7 лютого 2023 року народний депутат України Мар'яна Безугла повідомила, що проведене внутрішнє розслідування порушень не виявило, підстави для відкриття кримінальної справи відсутні. Колишній голова Служби зовнішньої розвідки Валерій Кондратюк вважає, що Баканов не міг контролювати ситуацію в СБУ через власну некомпетентність. За його словами, вплив ФСБ на роботу СБУ був значним, зокрема ключові призначення в СБУ відбувалися за наказом з Москви.
За даними журналістів hromadske, після звільнення з посади очільника СБУ 18 липня 2022 року Іван Баканов продовжує мешкати у своєму будинку в передмісті Києва, а вільний час присвячує грі у футбол. Тренується ексочільник СБУ у футбольному комплексі «Динамо».
27 червня 2023 року Баканову Івану Геннадійовичу було видане свідоцтво адвоката України (Свідоцтво № 4224). У коментарі «Главкому» Баканов уточнив, що повністю виконав визначену процедуру: склав іспити, пройшов піврічне стажування, склав присягу та отримав посвідчення.
У квітні 2023 року Баканов зареєструвався як приватний підприємець. Головним напрямом своєї діяльності експосадовець визначив надання в оренду й експлуатацію власного чи орендованого нерухомого майна.

## Релігійні погляди
Іван Баканов є активним прихожанином УПЦ МП, був тісно пов'язаний з високопоставленими священниками Московського патріархату, та регулярно їздив на зустрічі з предстоятелем УПЦ МП митрополитом Онуфрієм.
Також Баканова та Кулініча, а ще заступника керівника ЦСО «А» СБУ Михайла Кухаренка, Надію Савченко, Леоніда Кравчука та інших високопосадовців не раз помічали на зустрічах із представниками релігійної організації «АллатРа», яка працювала в інтересах РФ та просувала прокремлівські наративи.

## Військові звання
Лейтенант — звання надано наприкінці травня 2019-го для того, аби він отримав доступ до секретної інформації. Сам Баканов заявляв, що не претендуватиме на отримання більш високих військових звань.
Після присвоєння військового звання Баканову, у Києві більш як десятеро ветеранів бойових дій пікетували будівлю СБУ. Акцією під назвою «Звання є — честі нема» ветерани висловили протест проти порушення вимог чинного законодавства та «паплюження честі та гідності справжніх офіцерів».
В 2022 році Баканов з'являвся на світлинах в погонах старшого лейтенанта.

## Розкрадання державних коштів
Дві фірми дружини Івана Баканова Оксани Лазаренко фігурували у кримінальній справі, яка стосувалася виведення Богуславської і Дибинецьких ГЕС у приватну власність, що призвело до розкрадання 3,8 млн грн.
Іван Баканов також був фігурантом даного впровадження (за ч.5 ст. 191 КК України). Розслідував цю справу слідчий відділ ГУ СБУ в Києві та Київській області.
Надалі кримінальну справу № 637 від СБУ нібито було передано до МВС для закриття, справа перебувала в Кагарлицькому райвідділі Нацполіції в Київській області.

## Скандал із офіційним радником
У 2020 році ЗМІ повідомили про те, що офіційний радник глави СБУ Івана Баканова Олександр Бєляєв після окупації Криму і Донбасу продовжував літати в Москву і на півострів у справах бізнесу (здійснив принаймні 13 подорожей до Москви через Мінськ, а також мінімум один раз з'їздив у окупований Крим).
Баканов і Бєляєв одружені з рідними сестрами, а також досі є бізнес-партнерами у кількох активах. Бєляєв також є засновником кількох компаній названими на честь російських регіонів: ТОВ «Алтай, компанія з розвитку проектів», ТОВ «Байкал-Інвест» тощо.

## Кримінальна справа
У січні 2020 року повідомлено, що Національне антикорупційне бюро відкрило кримінальне провадження проти очільника Служби безпеки Івана Баканова за позовом одного з громадян України. Однак раніше НАБУ не знайшло підстав для відкриття кримінального провадження, тож громадянин звернувся до суду, який після кількох апеляцій частково задовольнив скаргу. Рішення мотивується тим, що будь-яка подібна заява має бути розглянута.
6 березня 2023 року, низка ЗМІ з посиланням на «джерела» в офісі президента повідомили, що Іван Баканов став фігурантом кількох кримінальних проваджень щодо окупації прикордонних територій України. Однак вже 10 березня видання BBC News Україна спростувало цю неправдиву інформацію та зазначило, що в ДБР не розслідують жодної справи, яка б стосувалася дій колишнього голови СБУ Івана Баканова, до того ж, як стало відомо BBC News Україна з власних джерел, службова перевірка в СБУ показала відсутність у діях колишнього очільника спецслужби порушень.

## Критика
Деякі експерти вважали, що призначення Баканова відбулось із порушенням процедур, зокрема він не пройшов спецперевірки. Однак у самій СБУ це спростували.
Також активісти закликали Баканова подати електронну декларацію про доходи, хоча Голова СБУ зробив це раніше з власної ініціативи. Однак Закон України «Про запобігання корупції», у якому прописаний «окремий порядок контролю осіб, які займають посади у органах, що здійснюють оперативно-розшукову та контррозвідувальну діяльність», не дозволяє оприлюднювати її дані.
У травні 2020 року з'ясувалось, що Баканов є керівником іспанської фірми «Nueva Tierra Verde Sociedad Limitada», що суперечить українському антикорупційному законодавству, яке забороняє перебувати державним службовцям на керівних посадах у приватних структурах. Журналісти зазначили, що компанія зареєстрована у провінції Жирона, а з 2015 року і до цього часу Баканов займає в ній посаду «administrador único».

## Власність
За реєстрами, в Івана Баканова є квартира в Кривому Розі, і ще одна – у Києві, на Печерську. У Києві Бакановим належать одразу дві квартири, – судячи з номерів, вони розташовані одна над одною. Перша належить самому  Баканову, друга – його дружині Оксані Лазаренко.
Маєток Івана Баканова розташовано у селі Ходосівка під Києвом. Формально, за реєстром майнових прав,  Баканову належить тільки маленький клаптик – чотири сотки, ще дев’ять – на його дружині, за них вони і мають платити податки. А в реальності, тут і власне озеро, і невеличкий парк, і двоповерховий котедж – приблизно пів гектара. Ринкова вартість такого маєтку може складати від 7 до 8 мільйнів гривень.

## Сім'я
Дружина — Оксана Лазаренко, громадянка РФ із посвідкою на постійне проживання в Україні, сини — Степан та Артур.
Артур Лазаренко — військовослужбовець Департаменту контррозвідки Служби безпеки України, лейтенант. 